# アゼルバイジャンとスイスの関係
アゼルバイジャンとスイスの関係（アゼルバイジャンとスイスのかんけい）では、アゼルバイジャンとスイスの外交関係について記載する。スイス首都のベルンにはアゼルバイジャン大使館があり、同様にアゼルバイジャン首都のバクーにはスイス大使館がある。両国ともに、欧州評議会および欧州安全保障協力機構（OSCE）の加盟国である。

## 経済協力

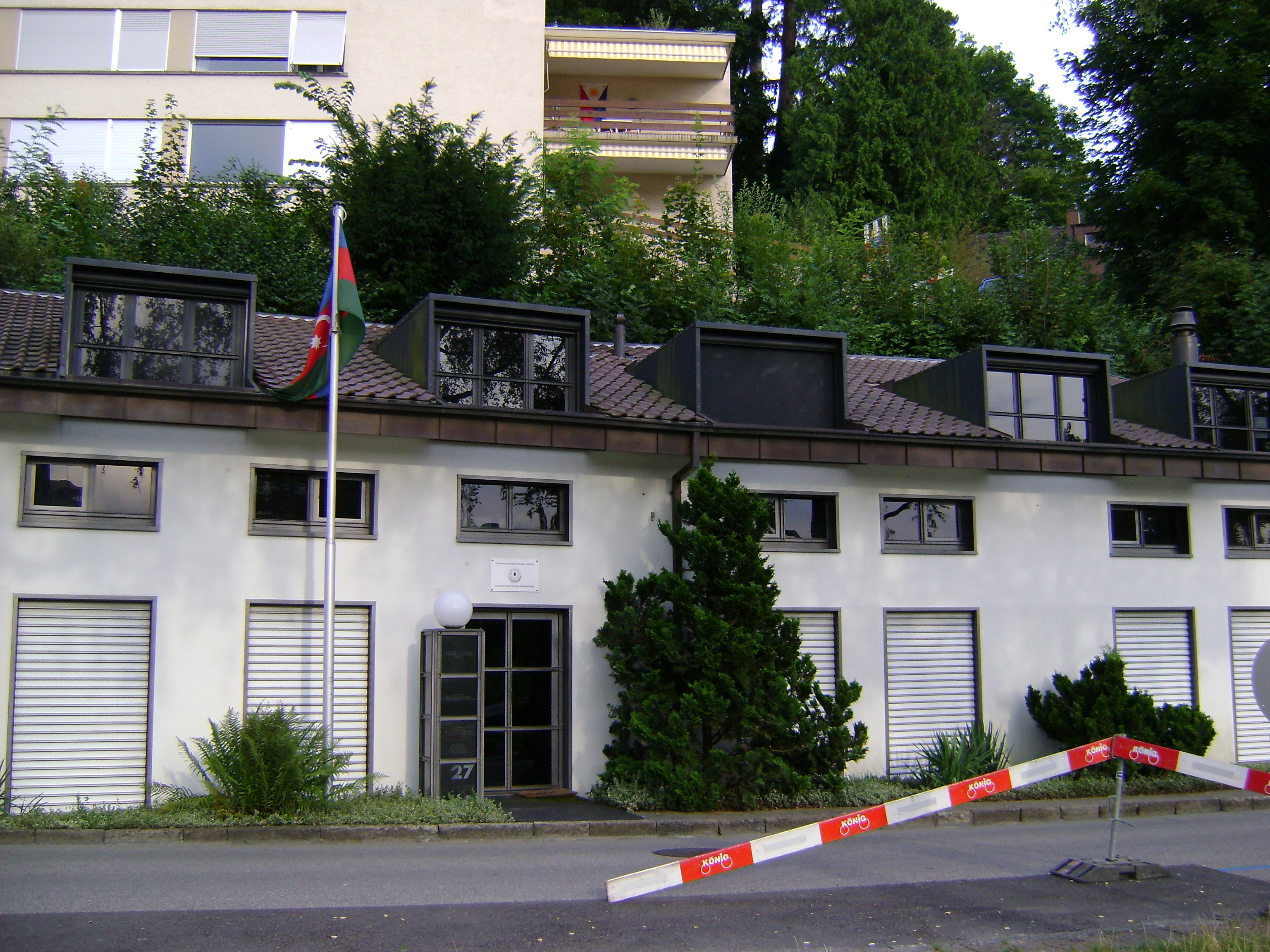
ベルンのアゼルバイジャン大使館

1998年11月、両国の代表は会合し、経済関係を改善および拡大することに合意し、スイス政府はアゼルバイジャンに5,000万ドルを贈与することに合意した。 
スイス経済局によると、スイスはアゼルバイジャンを経済開発協力にとって重要な国と見なしている。また、アゼルバイジャン大統領は、両国間の関係の重要性を強調した。2000年10月にバクーで貿易と経済協力に関する政府間協定が調印された。
2009年5月にスイス外務大臣がバクーを訪れた際に、関係とさらなる発展にさらに重点が置かれ 、アゼルバイジャンのカウンターパートは、「自国がスイスとの協力を強化することを非常に重要視している」と述べ、二国間の関係を深めた。 

## 欧州連合
スイスはアゼルバイジャンと欧州連合の間の関係を発展させる役割を果たしており、スイス当局はヨーロッパにエネルギー安全保障を提供するため、EUとアゼルバイジャンの間のより緊密な関係を提唱しており、また、アゼリ当局者が西側の組織や政府の代表と会うための「中立的な立場」を提供した。

## 外交
| アゼルバイジャン大使館 - ベルン (Embassy) | スイス大使館 - バクー (Embassy) |